# Liste der Beiträge für den besten fremdsprachigen Film für die Oscarverleihung 1989
Dies ist eine „Liste der Beiträge für die für den besten fremdsprachigen Film“ bei der 61. Oscar-Verleihung 1989.
Von 1948 bis 1956 wurde dieser Oscar als Spezialpreis beziehungsweise Ehrenoscar verliehen, erst ab 1957 wurde der Preisträger durch die Mitglieder der Academy aus einer Auswahl von fünf nominierten Filmen analog zu den anderen Kategorien gewählt.
Der Oscar für den besten fremdsprachigen Film zeichnet seit seiner Entstehung keine bestimmte Person aus, sondern geht an den zu ehrenden Film. Der Regisseur gewinnt persönlich keinen Oscar, nimmt diesen aber stellvertretend während der Preisverleihung in Empfang, obwohl es sich um eine Auszeichnung für das einreichende Land handelt. Die Länder werden von der Akademie aufgefordert ihren besten Film einzureichen, wobei nur ein Film für jedes Land als Vorschlag akzeptiert wird.
Insgesamt 31 Filme wurden bei der Akademie eingereicht.
Der sowjetische Film Die Kommissarin war bereits 1967 gedreht worden und direkt nach der Fertigstellung als anti-sowjetisch verboten worden. Die Uraufführung konnte erst zur Zeit der Perestroika am 11. Juli 1987 auf dem 15. Internationalen Filmfestival Moskau stattfinden. Im Ausland wurde der Film erstmals 1988 auf der Berlinale präsentiert, wo er mit dem Silbernen Bären (in der Kategorie „Spezialpreis der Jury“) ausgezeichnet wurde.
Der niederländische Vorschlag Spurlos verschwunden wurde vom Oscar-Komitee disqualifiziert.
Die Akademie bemängelte, dass weniger als die Hälfte der Dialoge auf Niederländisch waren und Französisch die dominierende Sprache sei. Dazu war der Regisseur George Sluizer in Frankreich geboren worden und die Besetzung des Films gemischt und international, obwohl die meisten Schauspieler Niederländer waren. Die Akademie war der Ansicht, dass der Film nicht geeignet sei, die Niederlande zu repräsentieren. Diese weigerten sich, einen anderen Film vorzuschlagen, und waren damit zum ersten Mal seit 1972 nicht vertreten.
Die Filme aus Belgien, Dänemark, Indien, Spanien und Ungarn wurden nominiert. Dänemark gewann den Preis für Pelle der Eroberer, in dem das Leben eines schwedischen Vaters (gespielt von Max von Sydow) und seines Sohnes Pelle geschildert wird, die aus wirtschaftlicher Not heraus nach Dänemark auswandern, wo sie auf einem Gutshof entwürdigt und ausgebeutet werden.

## Beiträge
| Land                    | Deutscher Verleihtitel                   | Sprache(n)                                  | Originaltitel                                | Regisseur(e)                     | Ergebnis        |
| ----------------------- | ---------------------------------------- | ------------------------------------------- | -------------------------------------------- | -------------------------------- | --------------- |
| Argentinien             | Verónico Cruz                            | Spanisch                                    | Verónico Cruz: La deuda interna              | Miguel Pereira                   | Nicht Nominiert |
| Belgien                 | Maestro                                  | Französisch, Englisch, Deutsch, Italienisch | Le maître de musique                         | Gérard Corbiau                   | Nominiert       |
| Brasilien               | Fausta                                   | Brasilianisches Portugiesisch               | Romance da Empregada                         | Bruno Barreto                    | Nicht Nominiert |
| Bulgarien               | Traumfahrt                               | Bulgarisch                                  | За къде пътувате? / Za kude putuvate         | Rangel Waltschanow               | Nicht Nominiert |
| Volksrepublik China     | Rotes Kornfeld                           | Mandarin                                    | 红高粱 / 红高粱, Hóng Gāoliang – Red Sorghum | Zhang Yimou                      | Nicht Nominiert |
| Dänemark                | Pelle, der Eroberer                      | Dänisch, Schwedisch                         | Pelle Erobreren                              | Bille August                     | Gewonnen        |
| BR Deutschland          | Yasemin                                  | Deutsch                                     |                                              | Hark Bohm                        | Nicht Nominiert |
| Dominikanische Republik | One-Way-Ticket                           | Spanisch                                    | Un pasaje de Ida                             | Agliberto Meléndez               | Nicht Nominiert |
| Frankreich              | Die Vorleserin                           | Französisch                                 | La lectrice                                  | Michel Deville                   | Nicht Nominiert |
| Griechenland            | In the Shadow of Fear                    | Griechisch                                  | Στη Σκιά του Φόβου / Sti skia tou fovou      | Giorgos Karypidis                | Nicht Nominiert |
| Indien                  | Salaam Bombay!                           | Hindi, Englisch                             | सलाम बॉम्बे!                                     | Mira Nair                        | Nominiert       |
| Island                  | Der Schatten des Raben                   | Isländisch, Deutsch                         | Í skugga hrafnsins                           | Hrafn Gunnlaugsson               | Nicht Nominiert |
| Israel                  | Aviyas Sommer                            | Hebräisch, Jiddisch                         | הקיץ של אביה / Ha-Kayits Shel Aviya          | Eli Cohen                        | Nicht Nominiert |
| Italien                 | Die Legende vom heiligen Trinker         | Italienisch                                 | La leggenda del santo bevitore               | Ermanno Olmi                     | Nicht Nominiert |
| Japan                   | Hoffnung und Schmerz                     | Japanisch                                   | 希望と痛み, Kibō to Itami                    | Yōji Yamada                      | Nicht Nominiert |
| Jugoslawien             | Das Leben mit dem Onkel                  | Serbokroatisch                              | Život sa stricem                             | Krsto Papić                      | Nicht Nominiert |
| Kanada                  | Revolving Doors                          | Französisch                                 | Les portes tournantes                        | Francis Mankiewicz               | Nicht Nominiert |
| Kuba                    | Briefe aus dem Park                      | Spanisch                                    | Cartas del parque                            | Tomás Gutiérrez Alea             | Nicht Nominiert |
| Mexiko                  | The Last Tunnel                          | Spanisch                                    | El último túnel                              | Servando González                | Nicht Nominiert |
| Nicaragua               | Das Gespenst des Krieges                 | Spanisch                                    | El espectro de la guerra                     | Ramiro Lacayo-Deshon             | Nicht Nominiert |
| Niederlande             | Spurlos verschwunden                     | Französisch, Niederländisch, Englisch       | Spoorloos                                    | George Sluizer                   | Disqualifiziert |
| Norwegen                | Der Eispalast                            | Norwegisch                                  | Is-slottet                                   | Per Blom                         | Nicht Nominiert |
| Österreich              | Das weite Land                           | Deutsch                                     |                                              | Luc Bondy                        | Nicht Nominiert |
| Peru                    | Die Schlucht der Wölfe                   | Spanisch                                    | La boca del lobo                             | Francisco José Lombardi          | Nicht Nominiert |
| Polen                   | Ein kurzer Film über die Liebe           | Polnisch                                    | Krótki film o miłości                        | Krzysztof Kieślowski             | Nicht Nominiert |
| Portugal                | Harte Zeiten für unsere Zeiten           | Portugiesisch                               | Tempos Difíceis                              | João Botelho                     | Nicht Nominiert |
| Puerto Rico             | Tango Bar                                | Spanisch                                    | Tango Bar                                    | Marcos Zurinaga                  | Nicht Nominiert |
| Schweiz                 | La Méridienne – Das Haus der Schwestern  | Französisch                                 | La méridienne                                | Jean-François Amiguet            | Nicht Nominiert |
| Sowjetunion             | Die Kommissarin                          | Russisch                                    | Комиссар / Komissar                          | Alexander Jakowlewitsch Askoldow | Nicht Nominiert |
| Spanien                 | Frauen am Rande des Nervenzusammenbruchs | Spanisch                                    | Mujeres al borde de un ataque de nervios     | Pedro Almodóvar                  | Nicht Nominiert |
| Taiwan                  | Das Teehaus meiner Mutter                | Mandarin                                    | 春秋茶室 / Chun qiu cha shi                  | Chen Kun-hou                     | Nicht Nominiert |
| Ungarn                  | Hanussen                                 | Ungarisch, Deutsch                          | Profeta                                      | István Szabó                     | Nominiert       |